# Achiet-le-Petit
Achiet-le-Petit és un municipi francès situat al departament del Pas de Calais i a la regió dels Alts de França. L'any 2007 tenia 326 habitants.

## Demografia

### Població
El 2007 la població de fet d'Achiet-le-Petit era de 326 persones. Hi havia 128 famílies de les quals 31 eren unipersonals (8 homes vivint sols i 23 dones vivint soles), 39 parelles sense fills, 50 parelles amb fills i 8 famílies monoparentals amb fills.
La població ha evolucionat segons el següent gràfic:
Habitants censats

### Habitatges
El 2007 hi havia 138 habitatges, 127 eren l'habitatge principal de la família, 3 eren segones residències i 9 estaven desocupats. Tots els 137 habitatges eren cases. Dels 127 habitatges principals, 116 estaven ocupats pels seus propietaris, 9 estaven llogats i ocupats pels llogaters i 2 estaven cedits a títol gratuït; 2 tenien dues cambres, 9 en tenien tres, 33 en tenien quatre i 83 en tenien cinc o més. 95 habitatges disposaven pel capbaix d'una plaça de pàrquing. A 47 habitatges hi havia un automòbil i a 62 n'hi havia dos o més.

### Piràmide de població
La piràmide de població per edats i sexe el 2009 era:
| Homes | Edats   | Dones |
| ----- | ------- | ----- |
| 0     | 95 o +  | 0     |
| 0     | 90 a 94 | 4     |
| 0     | 85 a 89 | 12    |
| 0     | 80 a 84 | 4     |
| 8     | 75 a 79 | 24    |
| 8     | 70 a 74 | 16    |
| 4     | 65 a 69 | 4     |
| 4     | 60 a 64 | 0     |
| 16    | 55 a 59 | 4     |
| 12    | 50 a 54 | 20    |
| 8     | 45 a 49 | 4     |
| 8     | 40 a 44 | 0     |
| 16    | 35 a 39 | 20    |
| 4     | 30 a 34 | 4     |
| 20    | 25 a 29 | 12    |
| 4     | 20 a 24 | 8     |
| 12    | 15 a 19 | 0     |
| 20    | 10 a 14 | 12    |
| 4     | 5 a 9   | 8     |
| 4     | 0 a 4   | 16    |

## Economia
El 2007 la població en edat de treballar era de 201 persones, 154 eren actives i 47 eren inactives. De les 154 persones actives 140 estaven ocupades (83 homes i 57 dones) i 14 estaven aturades (5 homes i 9 dones). De les 47 persones inactives 19 estaven jubilades, 16 estaven estudiant i 12 estaven classificades com a «altres inactius».

### Ingressos
El 2009 a Achiet-le-Petit hi havia 133 unitats fiscals que integraven 338 persones, la mediana anual d'ingressos fiscals per persona era de 16.951 €.

### Activitats econòmiques
Dels 4 establiments que hi havia el 2007, 1 era d'una empresa extractiva, 1 d'una empresa de fabricació d'altres productes industrials, 1 d'una empresa de comerç i reparació d'automòbils i 1 d'una empresa de transport.
L'any 2000 a Achiet-le-Petit hi havia 11 explotacions agrícoles.

## Poblacions més properes
El següent diagrama mostra les poblacions més properes.